# Nimboa capensis
Nimboa capensis är en insektsart som beskrevs av Bo Tjeder 1957. Nimboa capensis ingår i släktet Nimboa och familjen vaxsländor. Inga underarter finns listade i Catalogue of Life.